# Яким Търчилежов
Яким Христов Търчилежов e български революционер и общественик от Македония, деец на Върховения македоно-одрински комитет и Съюза на българските конституционни клубове.

## Биография
Яким Търчилежов е роден в западномакедонския град Струга. Участва в българската църковна борба в Стружко. Става нелегален и е четник при Христо Македонски и в четата на Ильо войвода. При избухването на Руско-турската война в 1877 година се присъединява се към Българското опълчение във II взвод като водник и участва в боевете при Вратарница, Кадибуаз, Мъртвешки мост, Зелено-сърцо, Пандироло, Търси-баба, Княжево и други.
След Берлинския договор участва в Кресненско-Разложкото въстание 1878 - 1879 година. Ранен е в сражение и бяга в България, а после се прехвърля в Румъния, където забогатява от търговия с тютюн и жито. Открива славянско училище в Турну Северин, в което основава и Македонско дружество. Заедно с българи от Букурещ, Крайова и други подписва петиция до руския цар относно съдбата на Македония. По-късно дружеството е разтурено от румънските власти, а за кратко Яким Търчилежов е арестуван.
Присъединява се към Върховния македоно-одрински комитет и участва като делегат на Петия и Шестия македонски конгрес от Оряховско македонско дружество. След Младотурската революция от 1908 година се установява в Струга, където става местен председател на Съюза на българските конституционни клубове. На път за общия конгрес на партията в Солун е отровен от гъркомани.